# Filip Hesenský
Filip, kníže a vévoda hesenský (* 6. listopadu 1896, zámek Rumpenheim u Offenbachu – 25. října 1980, Řím), byl princ z hesensko-kasselské linie rodu Hesenských a jako národně socialistický politik vrchní prezident pruské provincie Hesensko-Nassavsko. Protože jeho dva starší bratři padli v boji v první světové válce, stal se po smrti svého otce v roce 1940 hlavou hesensko-kasselské linie a v souladu s rodinnou tradicí se nazýval hesenským landkrabím.
V roce 1930 vstoupil do nacistické strany, a když se v roce 1933 dostala k moci jmenováním Adolfa Hitlera kancléřem, stal se prezidentem pruské provincie Hesensko-Nassavsko. Později však začal u Hitlera upadat v nemilost poté, co podal upřímné hodnocení vojenské situace v Itálii. V září 1943, v den kapitulace Itálie západním spojencům, byl zatčen, v následujícím roce propuštěn a poslán do koncentračního tábora Flossenbürg a poté do Dachau, kde zůstal až do převozu do Tyrolska, kde byl 30. dubna 1945 osvobozen jednotkami wehrmachtu, poté 4. května 1945 zatčen americkými jednotkami a internován až do roku 1947.
Byl vnukem německého císaře Fridricha III., pravnukem královny Viktorie a zetěm italského krále Viktora Emanuela III.

## Mládí
Filip se narodil na zámku Rumpenheim v Offenbachu jako třetí syn prince Fridricha Karla Hesenského a jeho manželky princezny Markéty Pruské (sestry německého císaře Viléma II.). Měl mladšího bratra, dvojče Wolfganga, dva starší a dva mladší bratry (též dvojčata).
V dětství měl Filip anglickou vychovatelku. V roce 1910 byl poslán do Velké Británie, aby navštěvoval školu v Bexhill-on-Sea. Po návratu do Německa navštěvoval Musterschule ve Frankfurtu a poté reálné gymnázium v Postupimi. Jako jediný z bratrů nenavštěvoval vojenskou akademii.
Na začátku první světové války narukoval do hesenského dragounského pluku č. 24 spolu se svým starším bratrem Maximilianem. Sloužili nejprve v Belgii, kde byl Maximilian v říjnu zabit. V letech 1915 a 1916 sloužil na východní frontě na území dnešní Ukrajiny. Měl hodnost poručíka (což byla vzhledem k jeho knížecímu původu mimořádně nízká hodnost) a byl většinou zodpovědný za obstarávání munice. V roce 1917 sloužil na Hindenburgově linii a poté se vrátil na Ukrajinu, kde se účastnil aktivního boje a byl zraněn.
V roce 1916 zemřel ve válce jeho nejstarší bratr Fridrich Wilhelm a Filip se stal druhým v pořadí na místo nástupce svého strýce v čele hesenského kurfiřtského domu. V říjnu 1918 byl jeho otec zvolen finským králem. Předpokládalo se, že Filip nakonec nastoupí po svém otci do čela hesenského rodu, zatímco jeho (mladší) bratr dvojče Wolfgang bude následníkem finského trůnu. Plány na finskou monarchii však brzy ukončila porážka Německa a Finsko se v červenci 1919 stalo republikou.
Po válce Filip narukoval do Übergangsheer (Přechodné armády), která úspěšně potlačovala komunistické a socialistické akce. V letech 1920-1922 navštěvoval Technickou univerzitu v Darmstadtu, kde studoval dějiny umění a architekturu. Několikrát navštívil Řecko, kde byla jeho teta, pruská princezna Žofie, manželkou krále Konstantina I. V roce 1922 opustil univerzitu, aniž by dokončil studium, a přijal práci v Kaiser-Friedrich-Museum v Berlíně. Následujícího roku se přestěhoval do Říma, kde využil svých šlechtických konexí a prosadil se jako úspěšný návrhář interiérů (navrhoval nábytek pro palác, který chtěl jeho otec obývat jako finský král).
Podle životopisce Jonathana Petropoulose byl Philipp bisexuál a mezi jeho milence patřil i britský básník Siegfried Sassoon.

## Manželství a děti
23. září 1925 se na zámku Castello di Racconigi u Turína oženil s princeznou Mafaldou Savojskou, dcerou italského krále Viktora Emanuela III. Manželé měli čtyři děti:
- Mořic Hesenský (6. srpna 1926 Racconigi – 23. května 2013 Frankfurt nad Mohanem), lankrabě hesenský, ⚭ 1964 Taťána ze Sayn-Wittgenstein-Berleburg (* 31. července 1940 Gießen), rozvedli se v roce 1974, měli čtyři děti
- Jindřich Hesensko-Kasselský (30. října 1927 Řím – 18. listopadu 1999 Langen), svobodný a bezdětný
- Ota Hesenský (3. června 1937 Řím – 3. ledna 1998 Hannover), ⚭ 1965 Angela von Doering (12. srpna 1940 – 11. dubna 1991), rozvedli se v roce 1969 ⚭ 1988 Elisabeth Bonker (31. ledna 1944 – 12. dubna 2013), rozvedli se v roce 1994
- Alžběta Hesenská (* 8. října 1940 Řím), ⚭ 1962 hrabě Friedrich Karl von Oppersdorf (30. ledna 1925 – 11. ledna 1985), mají dva syny

Rodina žila převážně ve vile Polyxena (pojmenované po královně Polyxeně), která je součástí vily Savoia, majetku italského krále na předměstí Říma. Často však také cestovali do Německa.

## Angažovanost v NSDAP
Během pobytu v Itálii Filip propadl vlivu fašismu, neboť považoval bolševiky za větší hrozbu. Po návratu do Německa v říjnu 1930 vstoupil do Národně socialistické německé dělnické strany. V roce 1932 se přidal ke šturmovikům SA a v následujícím roce jeho mladší bratr Kryštof vstoupil do SS. Později se k SA přidali i jeho další dva bratři včetně Wolfganga. Díky svému členství ve straně se Filip stal obzvláště blízkým přítelem Hermanna Göringa, budoucího šéfa německého letectva (Luftwaffe). V SS zastával hodnost Obergruppenführera.
Po jmenování Adolfa Hitlera německým kancléřem 30. ledna 1933 byl v červnu 1933 jmenován správcem (Oberpräsident) provincie Hesensko-Nasavsko a díky volebnímu úspěchu Hitlerovy politické strany se stal také poslancem Říšského sněmu a pruského zemského sněmu (Staatsrat). Filip sehrál důležitou roli při upevňování vlády nacionálních socialistů v Německu. Představil další aristokraty představitelům NSDAP a jako zeť italského krále byl častým prostředníkem mezi Hitlerem a Benitem Mussolinim. Působil také jako Hitlerův umělecký agent v Itálii a zprostředkoval nákup mnoha významných uměleckých děl pro velké muzeum, které Hitler plánoval v Linci. Za tímto účelem mu říšské kancléřství zřídilo na německém velvyslanectví v Římě zvláštní účet, s nímž mohl Filip volně disponovat. V letech 1940 a 1941 se nákupy německého umění v Itálii zvýšily natolik, že fašistická vláda v září 1941 zakázala prodej uměleckých pokladů cizincům. Dne 11. března 1938 před tažením do Rakouska předal Mussolinimu Hitlerův dopis a po zprávě o Mussoliniho souhlasu obdržel od Hitlera nadšený telefonát.
Jako hejtman Hesenska-Nasavska byl Filip spojen s programem eutanazie Akce T4. V únoru 1941 podepsal smlouvu, kterou dal sanatorium kliniky Hadamar k dispozici říšskému ministerstvu vnitra. Bylo zde usmrceno více než 10 000 duševně nemocných lidí. V roce 1946 byl obviněn z vraždy, ale obvinění bylo později staženo.
S postupující válkou se postoj nacionálněsocialistických úřadů k příslušníkům německých knížecích rodů měnil. Zatímco zpočátku rády využívaly historická rodová jména k posílení podpory obyvatelstva, nyní se rozhodly distancovat i od těch knížat, která je podporovala.
Koncem dubna 1943 dostal Filip příkaz hlásit se v Hitlerově hlavním stanu, kde zůstal po většinu následujících čtyř měsíců. V květnu 1943 vydal Hitler „výnos týkající se mezinárodně spjatých mužů“, v němž prohlásil, že knížata nesmějí zastávat funkce ve straně, ve státě ani v ozbrojených silách. Zatčení Mussoliniho králem Viktorem Emanuelem, Filipovým tchánem, v červenci 1943 jeho pozici ještě více ztížilo.
Hitler se domníval, že Filip a jeho rodina se podíleli na Mussoliniho pádu. Dne 8. září 1943 byl Filip zatčen. Byl zbaven členství ve straně a propuštěn z Luftwaffe. Dne 25. ledna 1944 se jeho politická nemilost dostala na veřejnost, když byl odvolán z funkce správce Hesenska-Nassavska.
V září 1943 byl Filip poslán do koncentračního tábora Flossenbürg. Byl umístěn na samotku a nesměl se stýkat s vnějším světem. Byla mu však udělena určitá privilegia: nosil civilní oblečení a jedl stejnou stravu jako dozorci.
Filipova manželka Mafalda byla zatčena a umístěna do vojenské vazby v Římě. Byla poslána k výslechu do Mnichova a Berlína a nakonec do koncentračního tábora Buchenwald, kde byla ubytována vedle zbrojní továrny. Když byla v srpnu 1944 bombardována Spojenci, Mafalda byla vážně zraněna a o několik dní později zemřela po opožděné operaci provedené zdravotnickým personálem tábora.
Když Spojenci v dubnu 1945 postoupili do Německa, byl Filip převezen do koncentračního tábora Dachau. Již po deseti dnech byl spolu s dalšími asi 140 prominentními vězni (například Kurtem Schuschniggem, Bogislavem von Boninem, Hjalmarem Schachtem, Martinem Niemöllerem, Georgem Thomasem a Alexandrem von Falkenhausenem) převezen do Tyrolska do hotelu Bachmann. Ten byl osvobozen 30. dubna 1945. Dne 4. května 1945 byl Filip zatčen v Niederdorfu v italských Dolomitech.

## Poválečné období
Kvůli svému dřívějšímu postavení správce Hesenska-Nassau byl Filip až do svého propuštění v roce 1947 držen spojenci nejprve na ostrově Capri, poté v řadě dalších vězeňských středisek.
V roce 1968, po smrti svého vzdáleného příbuzného prince Ludvíka Hesensko-Rýnského, se stal Filip hlavou celého rodu. Ludvík adoptoval Filipova syna Mořice, který v té době zdědil hesenské a porýnské majetky včetně pozoruhodných kulturních sbírek: poprvé od rozdělení Hesenska na větve po smrti Filipa Velikého v roce 1567 byly všechny větve hesenského rodu opět sjednoceny.
Filip zemřel v roce 1980 v Římě.

## Vývod z předků
|                |                                   |  |                     |                                          |  |  |  |  |  |  |  | Fridrich Hesensko-Kasselský |
|                |                                   |  |                     |                                          |  |  |  |  |  |  |  |                             |
|                | Vilém Hesensko-Kasselský          |  |                     |                                          |  |  |  |  |  |  |  |                             |
|                |                                   |  |                     |                                          |  |  |  |  |  |  |  |                             |
|                |                                   |  |                     | Karolina Nasavsko-Usingenská             |  |  |  |  |  |  |  |                             |
|                |                                   |  |                     |                                          |  |  |  |  |  |  |  |                             |
|                | Fridrich Vilém Hesensko-Kasselský |  |                     |                                          |  |  |  |  |  |  |  |                             |
|                |                                   |  |                     |                                          |  |  |  |  |  |  |  |                             |
|                |                                   |  |                     | Frederik Dánský                          |  |  |  |  |  |  |  |                             |
|                |                                   |  |                     |                                          |  |  |  |  |  |  |  |                             |
|                | Luisa Šarlota Dánská              |  |                     |                                          |  |  |  |  |  |  |  |                             |
|                |                                   |  |                     |                                          |  |  |  |  |  |  |  |                             |
|                |                                   |  |                     | Žofie Frederika Meklenbursko-Zvěřínská   |  |  |  |  |  |  |  |                             |
|                |                                   |  |                     |                                          |  |  |  |  |  |  |  |                             |
|                | Fridrich Karel Hesenský           |  |                     |                                          |  |  |  |  |  |  |  |                             |
|                |                                   |  |                     |                                          |  |  |  |  |  |  |  |                             |
|                |                                   |  |                     | Fridrich Vilém III.                      |  |  |  |  |  |  |  |                             |
|                |                                   |  |                     |                                          |  |  |  |  |  |  |  |                             |
|                | Karel Pruský                      |  |                     |                                          |  |  |  |  |  |  |  |                             |
|                |                                   |  |                     |                                          |  |  |  |  |  |  |  |                             |
|                |                                   |  |                     | Luisa Meklenbursko-Střelická             |  |  |  |  |  |  |  |                             |
|                |                                   |  |                     |                                          |  |  |  |  |  |  |  |                             |
|                | Anna Pruská                       |  |                     |                                          |  |  |  |  |  |  |  |                             |
|                |                                   |  |                     |                                          |  |  |  |  |  |  |  |                             |
|                |                                   |  |                     | Karel Fridrich Sasko-Výmarsko-Eisenašský |  |  |  |  |  |  |  |                             |
|                |                                   |  |                     |                                          |  |  |  |  |  |  |  |                             |
|                | Marie Sasko-Výmarsko-Eisenašská   |  |                     |                                          |  |  |  |  |  |  |  |                             |
|                |                                   |  |                     |                                          |  |  |  |  |  |  |  |                             |
|                |                                   |  |                     | Marie Pavlovna Romanovová                |  |  |  |  |  |  |  |                             |
|                |                                   |  |                     |                                          |  |  |  |  |  |  |  |                             |
| Filip Hesenský |                                   |  |                     |                                          |  |  |  |  |  |  |  |                             |
|                |                                   |  |                     |                                          |  |  |  |  |  |  |  |                             |
|                |                                   |  | Fridrich Vilém III. |                                          |  |  |  |  |  |  |  |                             |
|                |                                   |  |                     |                                          |  |  |  |  |  |  |  |                             |
|                | Vilém I. Pruský                   |  |                     |                                          |  |  |  |  |  |  |  |                             |
|                |                                   |  |                     |                                          |  |  |  |  |  |  |  |                             |
|                |                                   |  |                     | Luisa Meklenbursko-Střelická             |  |  |  |  |  |  |  |                             |
|                |                                   |  |                     |                                          |  |  |  |  |  |  |  |                             |
|                | Fridrich III. Pruský              |  |                     |                                          |  |  |  |  |  |  |  |                             |
|                |                                   |  |                     |                                          |  |  |  |  |  |  |  |                             |
|                |                                   |  |                     | Karel Fridrich Sasko-Výmarsko-Eisenašský |  |  |  |  |  |  |  |                             |
|                |                                   |  |                     |                                          |  |  |  |  |  |  |  |                             |
|                | Augusta Sasko-Výmarská            |  |                     |                                          |  |  |  |  |  |  |  |                             |
|                |                                   |  |                     |                                          |  |  |  |  |  |  |  |                             |
|                |                                   |  |                     | Marie Pavlovna Romanovová                |  |  |  |  |  |  |  |                             |
|                |                                   |  |                     |                                          |  |  |  |  |  |  |  |                             |
|                | Markéta Pruská                    |  |                     |                                          |  |  |  |  |  |  |  |                             |
|                |                                   |  |                     |                                          |  |  |  |  |  |  |  |                             |
|                |                                   |  |                     | Arnošt I. Sasko-Kobursko-Saalfeldský     |  |  |  |  |  |  |  |                             |
|                |                                   |  |                     |                                          |  |  |  |  |  |  |  |                             |
|                | Albert Sasko-Kobursko-Gothajský   |  |                     |                                          |  |  |  |  |  |  |  |                             |
|                |                                   |  |                     |                                          |  |  |  |  |  |  |  |                             |
|                |                                   |  |                     | Luisa Sasko-Gothajsko-Altenburská        |  |  |  |  |  |  |  |                             |
|                |                                   |  |                     |                                          |  |  |  |  |  |  |  |                             |
|                | Viktorie Sasko-Koburská           |  |                     |                                          |  |  |  |  |  |  |  |                             |
|                |                                   |  |                     |                                          |  |  |  |  |  |  |  |                             |
|                |                                   |  |                     | Eduard August Hannoverský                |  |  |  |  |  |  |  |                             |
|                |                                   |  |                     |                                          |  |  |  |  |  |  |  |                             |
|                | Viktorie Britská                  |  |                     |                                          |  |  |  |  |  |  |  |                             |
|                |                                   |  |                     |                                          |  |  |  |  |  |  |  |                             |
|                |                                   |  |                     | Viktorie Sasko-Kobursko-Saalfeldská      |  |  |  |  |  |  |  |                             |
|                |                                   |  |                     |                                          |  |  |  |  |  |  |  |                             |